# Гайленд-Голідей (Огайо)
Гайленд-Голідей (англ. Highland Holiday) — переписна місцевість (CDP) в США, в окрузі Гайленд штату Огайо. Населення — 571 особа (2020).

## Географія
Гайленд-Голідей розташований за координатами 39°11′42″ пн. ш. 83°28′27″ зх. д. / 39.19500° пн. ш. 83.47417° зх. д. (39.194928, -83.474103).  За даними Бюро перепису населення США в 2010 році переписна місцевість мала площу 2,84 км², з яких 1,56 км² — суходіл та 1,28 км² — водойми.

## Демографія
Згідно з переписом 2010 року, у переписній місцевості мешкало 550 осіб у 206 домогосподарствах у складі 151 родини. Густота населення становила 194 особи/км².  Було 313 помешкання (110/км²).
Расовий склад населення:
| - 98,2 % — білих - 0,7 % — азіатів - 0,4 % — чорних або афроамериканців - 0,2 % — корінних американців |

До двох чи більше рас належало 0,5 %. Частка іспаномовних становила 0,0 % від усіх жителів.
За віковим діапазоном населення розподілялося таким чином: 27,5 % — особи молодші 18 років, 58,5 % — особи у віці 18—64 років, 14,0 % — особи у віці 65 років та старші. Медіана віку мешканця становила 34,8 року. На 100 осіб жіночої статі у переписній місцевості припадало 103,0 чоловіків;  на 100 жінок у віці від 18 років та старших — 102,5 чоловіків також старших 18 років.
Середній дохід на одне домашнє господарство  становив 31 583 долари США (медіана — 22 344), а середній дохід на одну сім'ю — 36 543 долари (медіана — 24 926). За межею бідності перебувало 38,8 % осіб, у тому числі 60,4 % дітей у віці до 18 років та 21,6 % осіб у віці 65 років та старших.
Цивільне працевлаштоване населення становило 86 осіб. Основні галузі зайнятості: будівництво — 33,7 %, освіта, охорона здоров'я та соціальна допомога — 23,3 %, виробництво — 16,3 %, науковці, спеціалісти, менеджери — 10,5 %.